# 拉希尼亞
49°0′3″N 24°2′13″E / 49.00083°N 24.03694°E
拉希尼亞（烏克蘭語：Рахиня），是烏克蘭西部的村莊，隸屬伊萬諾-弗蘭科夫斯克州的卡盧什區。該村始建於1515年，面積14.6平方公里，2001年人口1,144，人口密度每平方公里78.6人。